# Faïencerie Keraluc
Antoine Lucas
 (décembre 2014).
La faïencerie Keraluc est une entreprise de faïence de Quimper créée en 1946 par l'ingénieur céramiste Victor Lucas et active jusqu'en 1984. Son style original et la recherche d'une modernité la distinguent de la faïencerie quimperoise traditionnelle. Elle a permis à de nombreux artistes de créer des pièces originales.

## Historique
L'entreprise est fondée en 1946 par Victor Lucas avec la construction des ateliers sur la colline de Locmaria près de Quimper. Jusqu'en 1958, date de la mort de Victor Lucas, elle développe une gamme de pièces pour la table en faïence unies ou décorées. À partir de 1960, sous l'impulsion de Pol Lucas et de Marie-Thérèse Chauveau, les enfants du fondateur, l'entreprise s'oriente vers le travail du grès. À la fin des années 1970, le tourneur portugais Noriega s'installe à Keraluc renouant avec la production artisanale tournée à la main.
Le 13 juillet 1984, à la suite de la crise économique, l'entreprise dépose le bilan et les modèles sont rachetés par la faïencerie HB-Henriot, à qui appartient désormais la marque Keraluc.

## Céramistes notables de Keraluc
- Jos Le Corre
- Pierre Toulhoat
- Paul Yvain
- Xavier Krebs
- René Quéré
- Victor Lucas
- Antoine Lucas https://antoinelucas.keraluc.com/
- André L'Helguen

### Sources
https://www.keraluc.com/